# Rue du Carré
Ne doit pas être confondu avec Le Carré.
La rue du Carré est une rue ancienne du centre historique de Liège (Belgique). Elle a la particularité d'être la rue la plus étroite de la ville de Liège.

## Odonymie
La rue dont l'origine remonte au moins au XIVe siècle doit son nom au patronyme Carré, habitant de la rue ou du quartier. Elle n'a aucun rapport avec le quartier liégeois du Carré.

## Description
Cette rue plate et rectiligne est longue d'une cinquantaine de mètres. Elle relie deux très anciennes rues du centre historique de Liège : En Neuvice et la rue du Pont (entre les nos 18 et 20). Sa largeur (environ 80 centimètres en moyenne) lui confère le titre officieux de rue la plus étroite de la ville de Liège et lui donne d'emblée la fonction de voie piétonne. Vu l'étroitesse du lieu, il n'est pas très aisé de s'y croiser. La rue court le long de hauts murs de brique percés de quelques portes d'entrée.
Le sentier de grande randonnée GR 579 emprunte cette voirie.
Selon Claude Warzée sur le site "Histoires de Liège": "Au début de ce XXIe siècle, la ruelle est devenue insalubre et malfamée. Les gens qui y passent ou y vivent se plaignent de l’odeur d’urine, des drogués et de leurs dealers, voire de tentatives de viols. Pour lutter contre ces nuisances, les autorités liégeoises y ont renouvelé l’éclairage, puis ont décidé d’en interdire l’accès pendant la nuit, grâce à des grilles automatiques placées aux deux extrémités et fermées de 19 à 7 heures*.
* À l’exception des habitants de la rue qui disposent d’une carte d’accès."
Toutefois, la rue reste régulièrement fermée en journée.

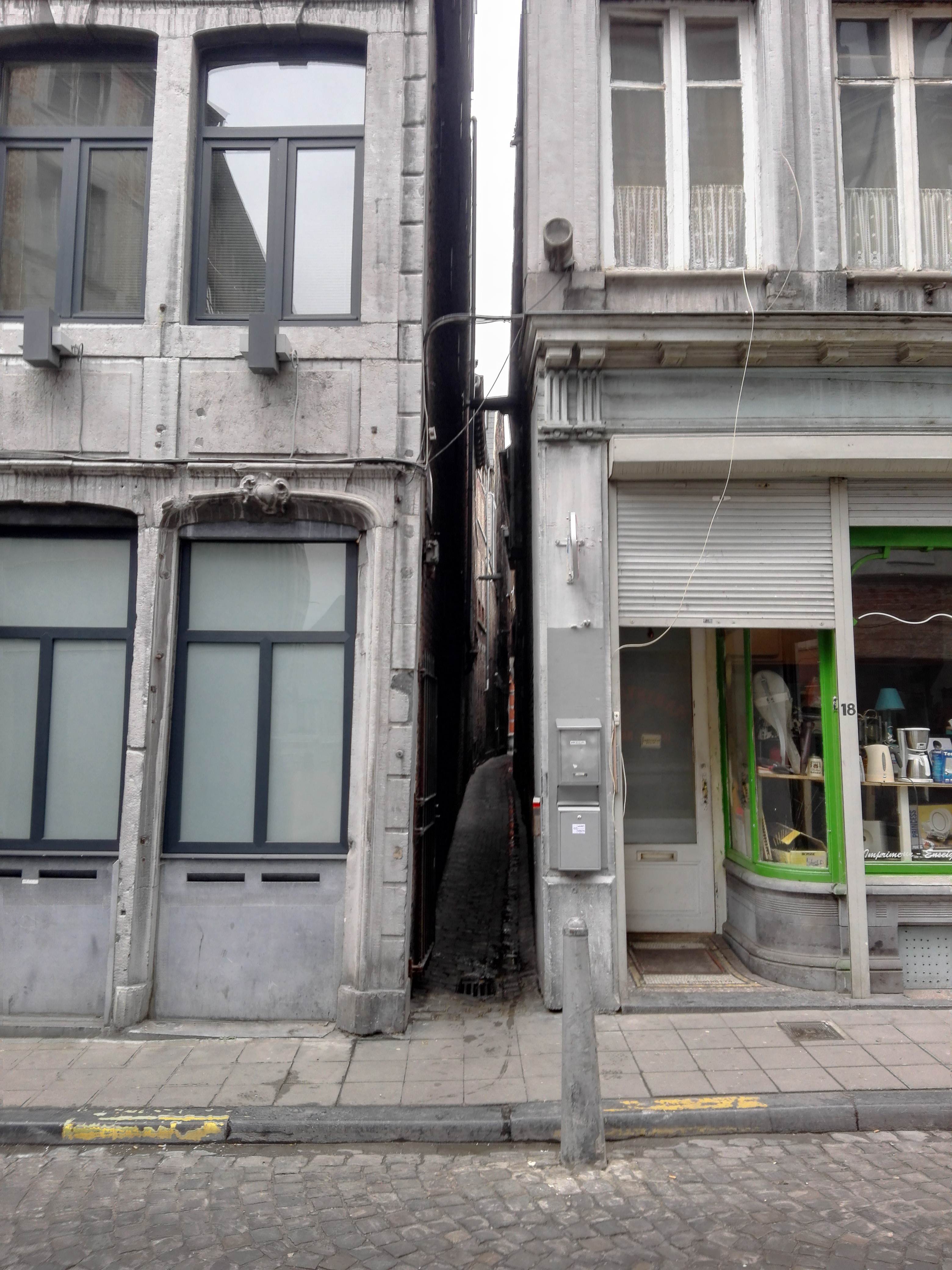
L'entrée de la rue du Carré depuis la rue du Pont

## Voiries adjacentes
- Rue de l'Épée
- En Neuvice
- Rue du Pont
- Rue de la Boucherie